# 서근항
서근항은 경상남도 하동군 금성면 갈사리에 있는 어항이다. 2002 7월 8일 어촌정주어항으로 지정하여 관리하고 있다. 시설관리자는 하동군수이다.

## 어항 구역
본 항의 어항구역은 다음과 같다.
- 수역: 명선마을 신설선착장에서 기존 선착장을 연결한 선내수역

## 어항 시설
- 선착장 130m

## 기본 계획
- 선착장 210m, 물양장 60m, 호안 75m

## 주요 어종
- 전어, 농어, 숭어, 노래미, 도다리, 굴